# Actaea hystrix
Actaea hystrix es una especie de crustáceo decápodo de la familia Xanthidae.

## Características
Es una especie marina que habita en la costa noreste de Queensland y en la costa noroeste de Australia Occidental, ambas en Australia. El crustáceo rizocéfalo Sacculina spinosa puede parasitar a A. hystrix.